# Schandpaal (Heist-op-den-Berg)

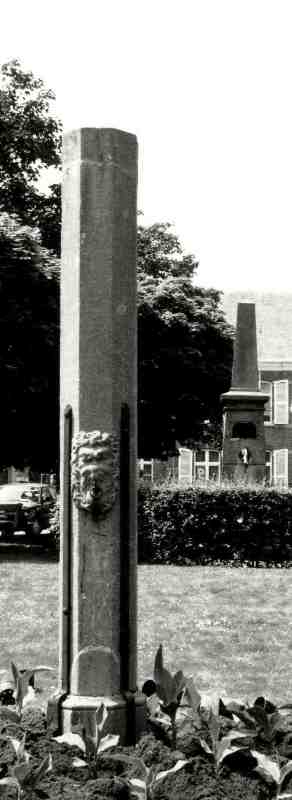
Schandpaal

De schandpaal is een monument in de Antwerpse plaats Heist-op-den-Berg, dat zich bevindt op het Kerkplein.
Het betreft een 17e-eeuwse schandpaal, uitgevoerd als een achtkante arduinen kolom. De schandpaal is voorzien van een maskerkop met een ijzeren ring. Voortvloeiend uit de Franse Revolutie, werd de schandpaal in 1797 weggehaald. In 1948 werd hij teruggeplaatst op de helling van de Heistse Berg en in 1970 kwam hij op het Kerkplein te staan.